# Harry Brack
Harry Brack is een Nederlands voormalig korfballer, korfbalscheidsrechter en korfbalcoach.
Brack staat vooral bekend om zijn carrière als topscheidsrechter. Hij werd dan ook in 1987 onderscheiden met de prijs van Beste Scheidsrechter van het Jaar. Daarnaast is hij onderscheiden met de KNKV gouden penning voor zijn jarenlange inzet voor arbitrage en begeleiding hiervan.

## Speler
Als speler speelde Brack in de hoofdmacht van KC Antilopen en Revival in de jaren '70 en '80.

## Scheidsrechter
Brack wordt gezien als 1 van de 3 beste scheidsrechters in de jaren '80, samen met Henk Rietel en Fred Rosink.
Brack floot de Nederlandse zaalfinales van 1985 en 1986. Brack stopte als topscheidsrechter in 1988.

## Coach
Brack was hoofdcoach bij KV Telstar, Revival, ODIK